# Arçonnay
Arçonnay – miejscowość i gmina we Francji, w regionie Kraj Loary, w departamencie Sarthe.
Według danych na rok 2010 gminę zamieszkiwały 2047 osób, a gęstość zaludnienia wynosiła 260 osób/km².